# Andrews Ridge
Andrews Ridge är en bergstopp i Antarktis. Den ligger i Östantarktis. Nya Zeeland gör anspråk på området.
Terrängen runt Andrews Ridge är varierad. Trakten är obefolkad. Det finns inga samhällen i närheten. 